# 木村庄之助 (21代)
21代 木村 庄之助（にじゅういちだい きむら しょうのすけ、1889年4月1日 - 1970年11月25日）は、大相撲の立行司。所属部屋：伊勢ノ海→井筒→双葉山道場・時津風。風貌から「蔣介石庄之助」と通称されている。

## 人物
長野県更級郡塩崎村（現長野市）出身。本名：樽田→竹内重門。祖父、父（湊崎）ともに東京相撲の力士で、廃業後も浦風部屋の地方世話人（巡業の世話）をしていた。そのため幼少の頃に父の力士時代からの知人であった伊勢ノ海部屋所属の年寄・6代山響の養子となり、1897年、わずか8歳で初土俵を踏んだ。初名は3代式守与之吉で、20代庄之助が兄弟子である。1913年1月場所8日目に青白房（十両格）に昇格。
1914年5月9日目に本足袋に昇格。4代式守勘太夫を襲名した後、立行司11代木村玉之助に昇進した。その後17代式守伊之助を経て、20代木村庄之助の死去により立行司となってわずか2年半余りで21代庄之助を襲名した。
1939年1月場所4日目の「横綱・双葉山の70連勝ならず」の大一番、対前頭3枚目・安藝ノ海（のち横綱）戦を裁いた立行司としても有名である。
行司引退後は年寄・立田川を襲名。時津風理事長の命で初代若乃花が横綱に昇進した際に土俵入りの指導を行った。
弟子に26代庄之助がいる。

## 履歴
- 1898年1月（春場所） 初土俵 3代式守与之吉を名乗る。
- 1900年1月（春場所） 番付初掲載。
- 1913年5月（夏場所） 十両格に昇格。
- 1915年1月（春場所） 幕内格に昇格。
- 1926年1月（春場所） 4代式守勘太夫を襲名。
- 1927年5月（夏場所） 三役格に昇格。
- 1938年1月（春場所） 立行司に昇格、11代木村玉之助を襲名。
- 1939年1月（春場所） 17代式守伊之助を襲名。
- 1940年5月（夏場所） 21代木村庄之助を襲名。
- 1951年5月場所限りで行司引退。
- 1961年1月1日 年寄の定年制実施により退職。

## 著書
- 木村庄之助『ハッケヨイ人生』帝都日日新聞社〈テイニチ・ブックス〉（原著1966年3月1日）。 NCID BA62737220。